# David di Donatello dla najlepszego aktora zagranicznego
David di Donatello dla najlepszego aktora zagranicznego (ang. David di Donatello for Best Foreign Actor, wł. David di Donatello per il miglior attore straniero) – nagroda filmowa przyznawana w latach 1957–1996 przez Włoską Akademię Filmową (Accademia del Cinema Italiano) w kategorii dla najlepszego aktora zagranicznego.
Największą liczbę statuetek – cztery – otrzymał Dustin Hoffman (1970, 1977, 1980, 1989). Trzykrotnym laureatem był Peter O’Toole (1964, 1967, 1970). Po dwie statuetki zdobyli: Laurence Olivier (1957, 1973), Spencer Tracy (1962, 1968), Richard Burton (1966, 1967), Burt Lancaster (1975, 1981), Jack Lemmon (1975, 1980) i Philippe Noiret (1976, 1990).

## Laureaci

### Lata 50.
| Rok  | Zdjęcie          | Laureat          | Film               | Rola                     | Źr     |
| ---- | ---------------- | ---------------- | ------------------ | ------------------------ | ------ |
| 1957 | Laurence Olivier | Laurence Olivier | Ryszard III        | Ryszard III York         | [ 9 ]  |
| 1958 | Marlon Brando    | Marlon Brando    | Sayonara           | major Lloyd „Ace” Gruver | [ 10 ] |
| 1958 | Charles Laughton | Charles Laughton | Świadek oskarżenia | sir Wilfrid Robarts      | [ 10 ] |
| 1959 | Jean Gabin       | Jean Gabin       | Rekiny finansjery  | Noël Schoudler           | [ 10 ] |

### Lata 60.
| Rok  | Zdjęcie         | Laureat         | Film                                    | Rola                            | Źr     |
| ---- | --------------- | --------------- | --------------------------------------- | ------------------------------- | ------ |
| 1960 | Cary Grant      | Cary Grant      | Północ, północny zachód                 | Roger O. Thornhill              | [ 10 ] |
| 1961 | Charlton Heston | Charlton Heston | Ben-Hur                                 | Juda Ben-Hur                    | [ 10 ] |
| 1962 | Anthony Perkins | Anthony Perkins | Żegnaj ponownie                         | Philip Van Der Besh             | [ 11 ] |
| 1962 | Spencer Tracy   | Spencer Tracy   | Wyrok w Norymberdze                     | przewodniczący sądu Dan Haywood | [ 11 ] |
| 1963 | Gregory Peck    | Gregory Peck    | Zabić drozda                            | Atticus Finch                   | [ 11 ] |
| 1964 | Peter O’Toole   | Peter O’Toole   | Lawrence z Arabii                       | Thomas Edward Lawrence          | [ 11 ] |
| 1964 | Fredric March   | Fredric March   | Siedem dni w maju                       | Jordan Lyman                    | [ 11 ] |
| 1965 | Rex Harrison    | Rex Harrison    | My Fair Lady                            | Henry Higgins                   | [ 11 ] |
| 1966 | Richard Burton  | Richard Burton  | Szpieg, który przyszedł z zimnej strefy | Alec Leamas                     | [ 6 ]  |
| 1967 | Richard Burton  | Richard Burton  | Poskromienie złośnicy                   | Petruchio                       | [ 6 ]  |
| 1967 | Peter O’Toole   | Peter O’Toole   | Noc generałów                           | generał Wilhelm Tanz            | [ 6 ]  |
| 1968 | Warren Beatty   | Warren Beatty   | Bonnie i Clyde                          | Clyde Barrow                    | [ 6 ]  |
| 1968 | Spencer Tracy   | Spencer Tracy   | Zgadnij, kto przyjdzie na obiad         | Matt Drayton                    | [ 6 ]  |
| 1969 | Rod Steiger     | Rod Steiger     | Sierżant                                | sierżant Albert Callan          | [ 12 ] |

### Lata 70.
| Rok  | Zdjęcie            | Laureat            | Film                        | Rola                           | Źr     |
| ---- | ------------------ | ------------------ | --------------------------- | ------------------------------ | ------ |
| 1970 | Peter O’Toole      | Peter O’Toole      | Do widzenia, panie Chips    | Arthur „Chips” Chipping        | [ 12 ] |
| 1970 | Dustin Hoffman     | Dustin Hoffman     | Nocny kowboj                | Enrico Salvatore „Ratso” Rizzo | [ 12 ] |
| 1971 | Ryan O’Neal        | Ryan O’Neal        | Love Story                  | Oliver Barrett IV              | [ 12 ] |
| 1972 | Chaim Topol        | Chaim Topol        | Skrzypek na dachu           | Τewje                          | [ 13 ] |
| 1973 | Yves Montand       | Yves Montand       | Cezar i Rozalia             | César                          | [ 13 ] |
| 1973 | Laurence Olivier   | Laurence Olivier   | Detektyw                    | Andrew Wyke                    | [ 13 ] |
| 1974 | Robert Retford     | Robert Redford     | Żądło                       | Johnny „Kelly” Hooker          | [ 13 ] |
| 1974 | Al Pacino          | Al Pacino          | Serpico                     | Frank Serpico                  | [ 13 ] |
| 1975 | Burt Lancaster     | Burt Lancaster     | Portret rodzinny we wnętrzu | profesor                       | [ 13 ] |
| 1975 | Jack Lemon         | Jack Lemmon        | Strona tytułowa             | Hildebrand „Hildy” Johnson     | [ 13 ] |
| 1975 | Walter Matthau     | Walter Matthau     | Strona tytułowa             | Walter Burns                   | [ 13 ] |
| 1976 | Philippe Noiret    | Philippe Noiret    | Stara strzelba              | Julien Dandieu                 | [ 14 ] |
| 1976 | Jack Nicholson     | Jack Nicholson     | Lot nad kukułczym gniazdem  | Randle Patrick McMurphy        | [ 15 ] |
| 1977 | Sylvester Stallone | Sylvester Stallone | Rocky                       | Rocky Balboa                   | [ 15 ] |
| 1977 | Dustin Hoffman     | Dustin Hoffman     | Maratończyk                 | Thomas Babington „Babe” Levy   | [ 15 ] |
| 1978 | Richard Dreyfuss   | Richard Dreyfuss   | Dziewczyna na pożegnanie    | Elliot Garfield                | [ 16 ] |
| 1979 | Richard Gere       | Richard Gere       | Niebiańskie dni             | Bill                           | [ 16 ] |
| 1979 | Michel Serrault    | Michel Serrault    | Klatka szaleńców            | Albin Mougeotte /„Zaza Napoli” | [ 16 ] |

### Lata 80.
| Rok  | Zdjęcie               | Laureat               | Film                     | Rola                    | Źr     |
| ---- | --------------------- | --------------------- | ------------------------ | ----------------------- | ------ |
| 1980 | Dustin Hoffman        | Dustin Hoffman        | Sprawa Kramerów          | Ted Kramer              | [ 16 ] |
| 1980 | Jack Lemmon           | Jack Lemmon           | Chiński syndrom          | Jack Godell             | [ 16 ] |
| 1981 | Burt Lancaster        | Burt Lancaster        | Atlantic City            | Lou Pascal              | [ 16 ] |
| 1982 | Klaus Maria Brandauer | Klaus Maria Brandauer | Mefisto                  | Hendrik Hoefgen         | [ 17 ] |
| 1983 | Paul Newman           | Paul Newman           | Werdykt                  | Attorney Frank Galvin   | [ 18 ] |
| 1984 | Woody Allen           | Woody Allen           | Zelig                    | Leonard Zelig           | [ 18 ] |
| 1985 | Tom Hulce             | Tom Hulce             | Amadeusz                 | Wolfgang Amadeus Mozart | [ 19 ] |
| 1986 | William Hurt          | William Hurt          | Pocałunek kobiety pająka | Luis Molina             | [ 19 ] |
| 1987 | Dexter Gordon         | Dexter Gordon         | Około północy            | Dale Turner             | [ 20 ] |
| 1988 | Michael Douglas       | Michael Douglas       | Wall Street              | Gordon Gekko            | [ 20 ] |
| 1989 | Dustin Hoffman        | Dustin Hoffman        | Rain Man                 | Raymond „Ray” Babbitt   | [ 21 ] |

### Lata 90.
| Rok  | Zdjęcie         | Laureat         | Film               | Rola                   | Źr     |
| ---- | --------------- | --------------- | ------------------ | ---------------------- | ------ |
| 1990 | Philippe Noiret | Philippe Noiret | Życie i nic więcej | komendant Delaplane    | [ 21 ] |
| 1991 | Jeremy Irons    | Jeremy Irons    | Druga prawda       | Claus von Bülow        | [ 22 ] |
| 1992 | John Turturro   | John Turturro   | Barton Fink        | Barton Fink            | [ 23 ] |
| 1993 | Daniel Auteuil  | Daniel Auteuil  | Serce jak lód      | Stéphane               | [ 24 ] |
| 1994 | Anthony Hopkins | Anthony Hopkins | Okruchy dnia       | James Stevens          | [ 25 ] |
| 1995 | John Travolta   | John Travolta   | Pulp Fiction       | Vincent Vega           | [ 26 ] |
| 1996 | Harvey Keitel   | Harvey Keitel   | Dym                | Augustus „Auggie” Wren | [ 27 ] |